# Syneora piperata
Syneora piperata là một loài bướm đêm trong họ Geometridae.